# Delphacodes fascia
Delphacodes fascia är en insektsart som först beskrevs av Lindberg 1960.  Delphacodes fascia ingår i släktet Delphacodes och familjen sporrstritar.
Artens utbredningsområde är Portugal. Inga underarter finns listade i Catalogue of Life.